# Bibliothèque nationale et universitaire de Slovénie
Pour les articles homonymes, voir Bibliothèque nationale et universitaire.
La Bibliothèque nationale et universitaire de Slovénie (en slovène, Narodna in univerzitetna knjižnica), à Ljubljana, est la bibliothèque la plus importante de Slovénie. Elle cumule la fonction de bibliothèque nationale, avec la gestion du dépôt légal, et celle de bibliothèque de l'université de Ljubljana. Ses origines remontent à la deuxième moitié du XVIIIe siècle.

## Localisation et bâtiment

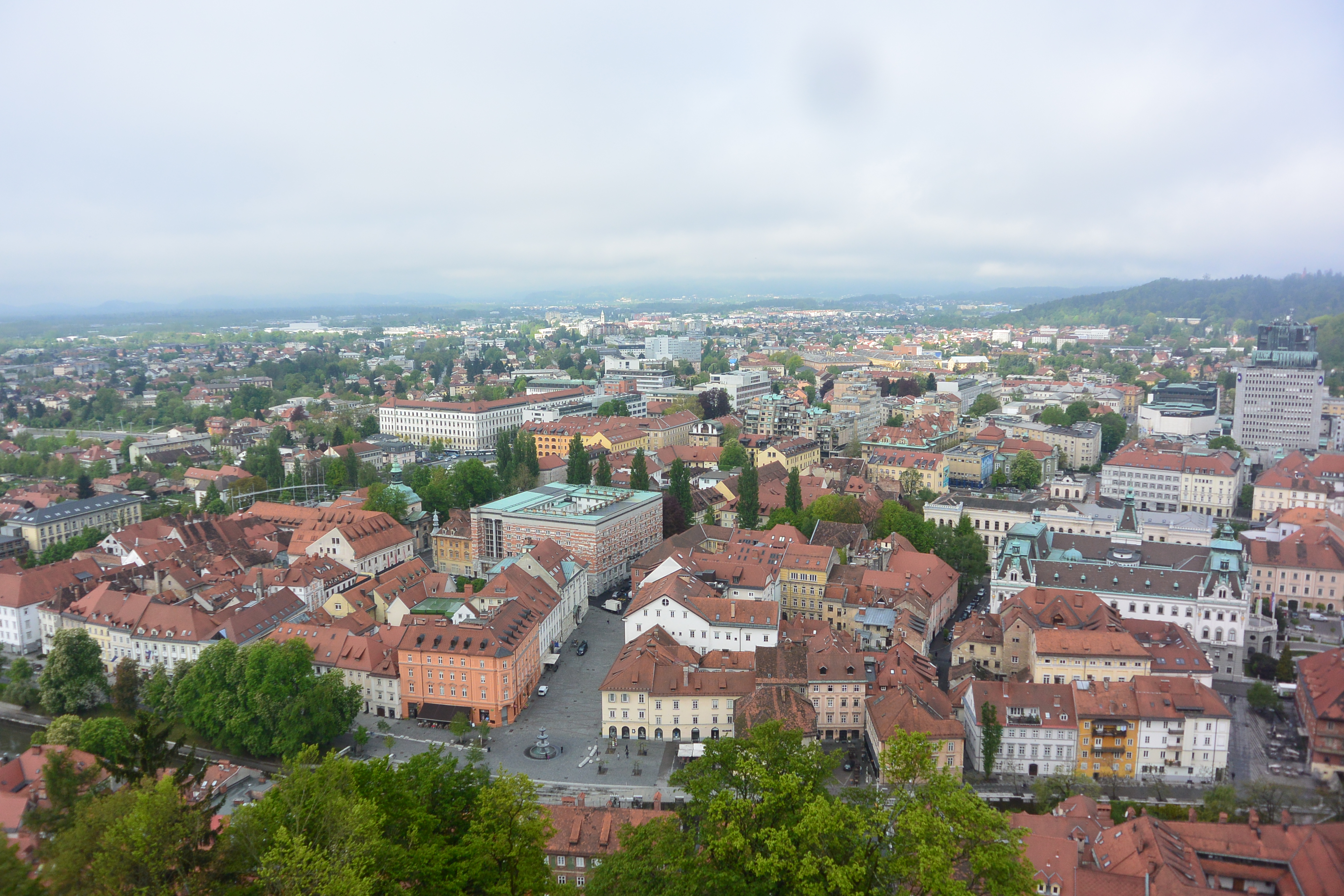
La bibliothèque dans son environnement, vue depuis le château de Ljubljana en direction du sud-ouest.

La bibliothèque est située dans le centre-ville de Ljubljana entre les rues Vegova, à l'ouest, Turjaška, au nord, et Gosposka, à l'est. L'entrée principale donne sur la rue Turjaška.

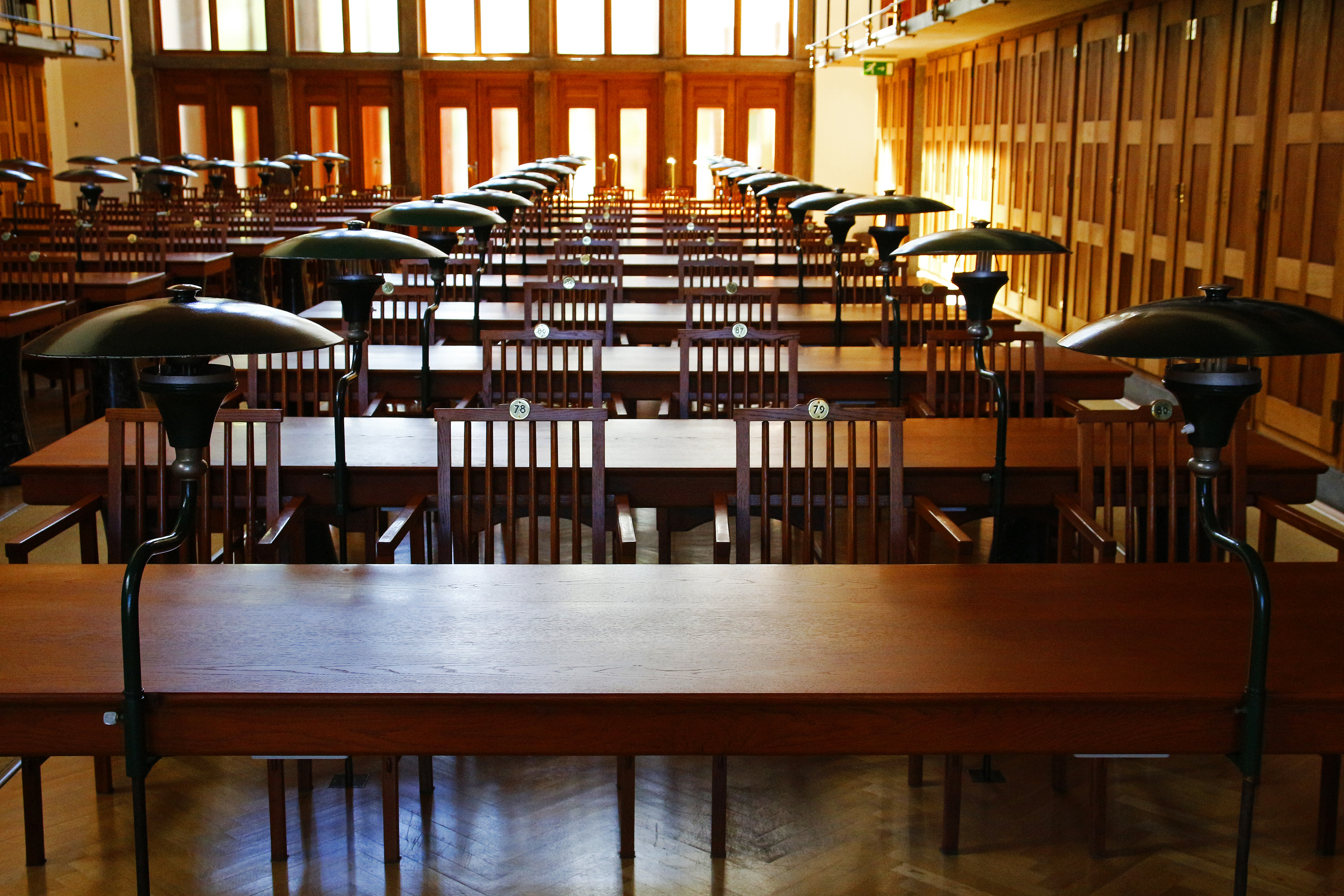
La grande salle de lecture (176 places).

Le bâtiment a été construit entre 1936 et 1941 selon les plans de Jože Plečnik, établis en 1930-1931. C'est la plus imposante des réalisations de l'architecte en Slovénie. L'édifice a une forme carrée avec une cour centrale. La façade principale combine l'usage de la brique et de la pierre. À l'intérieur, un imposant escalier de marbre mène à la grande salle de lecture.
Le bâtiment comporte un café et une librairie.

## Histoire
Après l'expulsion des Jésuites, vers 1774, la bibliothèque de leur collège, donnée au lycée de la ville, devient le noyau de la future bibliothèque nationale. En 1791, le fonds comprend déjà environ 20 000 livres. En 1807, le dépôt légal est institué et la bibliothèque reçoit le dépôt des imprimés de la Carniole. Après la première guerre mondiale, elle devient bibliothèque d'État. En 1938, le statut de bibliothèque de l'université de Ljubljana lui est reconnu. En 1941, elle s'installe dans le bâtiment actuel.
Le 29 janvier 1944, un avion postal italien s'écrase sur l'immeuble et un incendie se propage, entraînant la destruction d'environ 60 000 livres. En 1945, la bibliothèque prend le nom de bibliothèque nationale et universitaire. Elle rouvre ses portes en 1947 après restauration.
La date de 1774 est considérée officiellement comme celle de la fondation de la bibliothèque, même si juridiquement elle n'a pris son statut et son nom actuel qu'au XXe siècle.

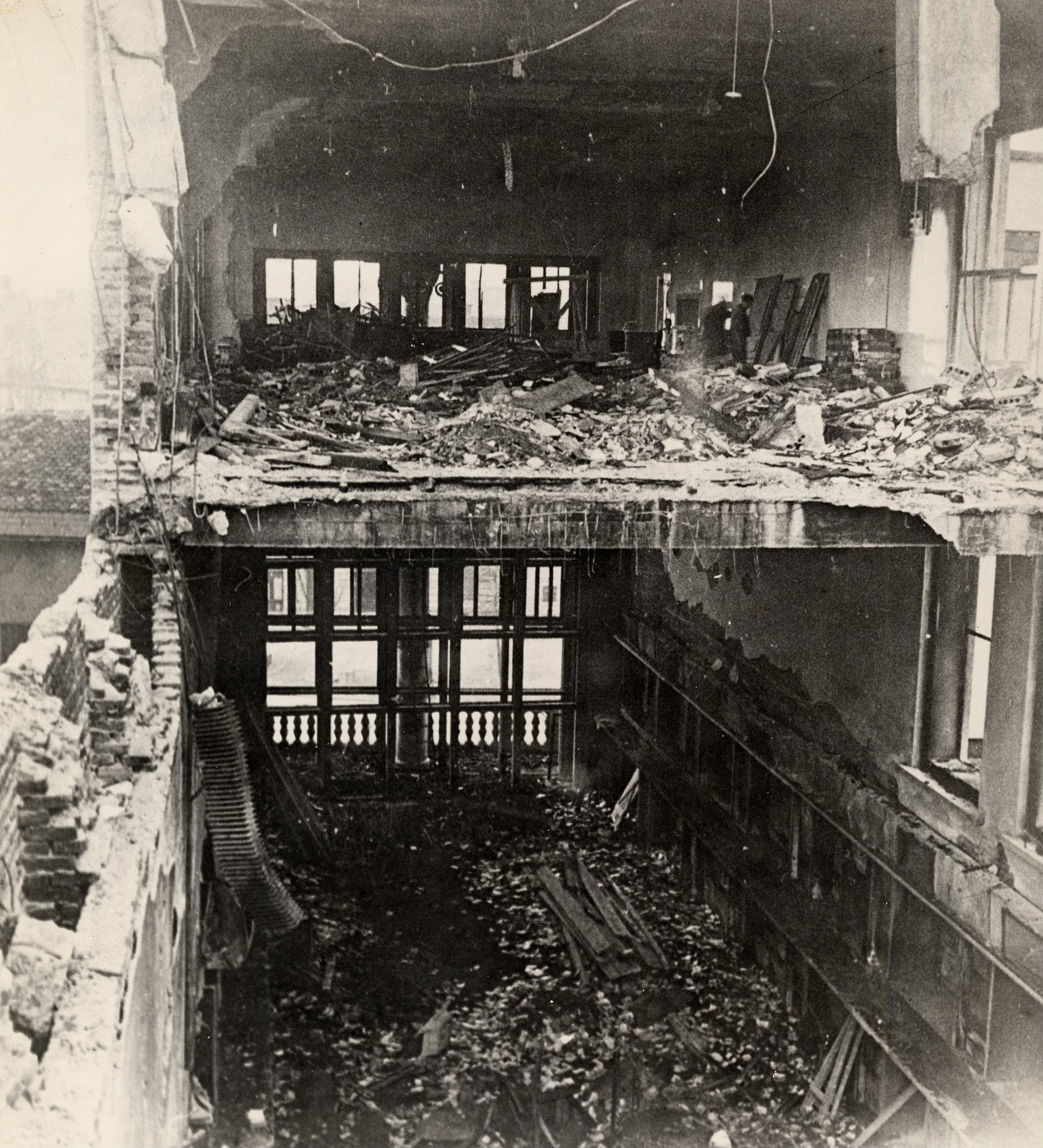
La salle de lecture après la catastrophe de 1944

## Collections
La bibliothèque conserve environ trois millions de documents de toute nature. En tant que bibliothèque nationale, elle a vocation à recueillir, en plus des documents publiés en Slovénie et arrivés par le dépôt légal, tous les documents qui concernent le pays, qui sont écrits en slovène ou qui sont l'œuvre d'auteurs slovènes. En tant que bibliothèque universitaire, elle s'efforce d'acquérir les documents fondamentaux dans toutes les branches du savoir, afin de répondre aux besoins des enseignants et étudiants de l'université, mais aussi des autres établissements supérieurs et secondaires du pays.
En plus de la collection principale, elle abrite huit collections spécialisées : manuscrits ; incunables et imprimés anciens jusqu'en 1850 ; musique ; cartes et plans ; estampes, dessins et photographies ; imprimés commerciaux et d'information et littérature grise ; productions de la diaspora slovène ; films.
Le document le plus ancien de la bibliothèque est le début (118 feuillets) du codex Suprasliensis, manuscrit du Xe siècle découvert en 1823 au monastère de l'Annonciation de Supraśl (Pologne) ; ce manuscrit, rédigé en vieux-slave, contient la plus ancienne œuvre littéraire slave de Pologne.